# North Rothbury
North Rothbury – miasto w Australii, w stanie Nowa Południowa Walia.